# Ахматовка (Каменский район)
Ахматовка — село в Каменском районе Пензенской области Российской Федерации, входит в состав Покрово-Арчадинского сельсовета.

## География
Село находится на берегу реки Арчада в 7 км на юго-запад от центра сельсовета села Покровская Арчада и в 39 км к югу от райцентра  Каменки.

## История
Поселено в 1747 г. В 1760 г. в нем 43 ревизских души за Андреем Михайловичем Ахматовым. В середине XIX в. деревня помещичья, имелось 2 мельницы. В 1877 г. входило в Липяговскую волость Пензенского уезда, каменная церковь во имя Иконы Казанской Богородицы (построена в 1869 г.), школа. В 1896 г. работало земское училище. В 1911 г. – село в составе Липяговской волости, одно крестьянское общество, 228 дворов, земская школа, церковь, водяная мельница, 6 ветряных, 5 шерсточесалок, 3 лавки. 
С 1932 года село являлось центром сельсовета Телегинского района Средневолжского края (с 1939 года — в составе Пензенской области). В 1955 г. – в составе Покрово-Арчадинского сельсовета, центральная усадьба колхоза «20 лет Октября». С 1959 года в составе Каменского района. Решением Пензенского облисполкома от 17.9.1975 г. в черту села включен пос. Степной (на правом берегу реки Арчады).

## Население
| 1864 | 1877 | 1897  | 1911  | 1926  | 1930  | 1939 |
| ---- | ---- | ----- | ----- | ----- | ----- | ---- |
| 723  | ↗927 | ↗1004 | ↗1379 | ↗1519 | ↘1447 | ↘712 |
| 1959 | 1979 | 1989  | 1996  | 2002  | 2010  |      |
| ↘512 | ↘347 | ↘273  | ↘240  | ↘197  | ↘146  |      |